# Mathias Dewatripont
Mathias Dewatripont, né le 27 décembre 1959 à Bruxelles, est un économiste belge. Il est professeur d'économie à l'université libre de Bruxelles, et visiting professor au Massachusetts Institute of Technology depuis l'automne 1998. 

## Biographie
Licencié en sciences économiques de l'université libre de Bruxelles, il a obtenu un doctorat en économie à l'université Harvard (1986), sous la direction d'Eric Maskin (Prix Nobel d'économie, 2007) et d'Andreu Mas-Colell.
Il est un des 22 membres fondateurs du Conseil scientifique de l' European Research Council depuis 2005.
Il est membre de l' Economic Advisory Group on Competition Policy auprès du Président de la Commission européenne Barroso.  Il est aussi membre de l'Econometric Society, et Research Director au CEPR de Londres.
En 2005, Mathias Dewatripont fut président de l' European Economic Association.
Il est membre de l'Académie royale de Belgique et Foreign Honorary Member de l'American Academy of Arts and Sciences (avril 2009).
Il est actuellement membre des conseils scientifiques de la Toulouse School of Economics, de la Barcelona Graduate School of Economics, du CentER (Tilburg University) et enfin président du Conseil scientifique de la Fondation ULB.
Fin 2009, il a été nommé membre du Haut Conseil de la science et de la technologie, Ministère français de l'Enseignement supérieur et de la Recherche.
Il fut doyen de la Faculté Solvay Brussels School of Economics & Management (2010-2011).
Depuis mai 2011, il est membre du comité de direction de la Banque nationale de Belgique.  

## Publications
- La réglementation prudentielle des banques, coauteur : Jean Tirole, Payot, Lausanne, 1993.
- (en) The Prudential Regulation of Banks (avec Jean Tirole, version anglaise augmentée de La réglementation prudentielle des banques), MIT Press, Cambridge, 1994 (également traduit en japonais (1996), italien (1998) et chinois (2002)).
- (en) Flexible Integration: Towards a More Effective and Democratic Europe, coauteurs : F. Giavazzi, J. von Hagen, I. Harden, T. Persson, G. Roland, H. Rosenthal, A. Sapir and G. Tabellini, CEPR, Londres, 1995 (traduit en italien, 1996).
- (en) Contract Theory, coauteur : Patrick Bolton, MIT Press, Cambridge, 2005.
- (en) Study on the Economic and Technical Evolution of the Scientific Publication Markets in Europe, coauteurs : V. Ginsburgh, P. Legros, A. Walckiers, J.-P. Devroey, M. Dujardin, F. Vandooren, P. Dubois, J. Foncel, M. Ivaldi et M.-D. Heusse, Commission Européenne, Bruxelles, 2006.
- (en) Macroeconomic Stability and Financial Regulation: Key Issues for the G20, coauteurs: X. Freixas & R. Portes, VoxEU & CEPR ebook, 2009
- (en) Bailing out the Banks: Reconciling Stability and Competition: An analysis of state-supported schemes for financial institutions, coauteurs: T. Beck, D. Coyle, X. Freixas & Paul Seabright, CEPR, London, 2010.
- (en) Balancing the Banks: Global Lessons from the Financial Crisis, coauteurs: J.-C. Rochet & J. Tirole, Princeton University Press, 2010.

## Prix et distinctions
- Prix Francqui 1998
- Janhsson Medal 2003[3]